# Dieter Neuendorf
Dieter Neuendorf, född 7 juli 1940 i Ruhla, Westthüringen, död 21 maj 2021, var en  tysk backhoppare som tävlade för Tysklands förenade lag och DDR. Han blev senare backhoppstränare. I sin aktiva karriär representerade han ASK Vorwärts Oberhof.

## Karriär
Dieter Neuendorf deltog i olympiska vinterspelen 1964 i Innsbruck och i OS 1968 i Grenoble, både i normalbacken och i stora backen. I Innsbruck 1964 blev han nummer 5 i normalbacken (15,2 poäng efter segraren Veikko Kankkonen från Finland) och nummer 8 i stora backen (18,1 poäng efter norrmannen Toralf Engan). Han tävlade i OS 1964 för Tysklands förenade lag. I OS i Grenoble 1968 blev Dieter Neuendorf nummer 7 i normalbacken och 14 i stora backen. Tävlingen i normalbacken var mycket jämn och spennande. Det skilde bara 5,2 poäng från guldvinnaren Jiří Raška från Tjeckoslovakien och ned til Neuendorfs sjundeplats. Nuendorf var bara 1,3 poäng från medalj. Han tävlade för Östtyskland i OS 1968. 
I VM i nordisk skidsport 1966 i Oslo tog han silvermedalj i normalbacken, 4,0 poäng efter dubbla guldvinnaren och hemmafavoriten Bjørn Wirkola. Under VM 1966 tävlade Neuendorf för Östtyskland.
I tysk-österrikiska backhopparveckan tog han andraplatsen 1965/1966 och tredjeplatsen 1966/1967. Han vann deltävlingen i Bergiselschanzei Innsbruck 1966 Han vann också deltävlingen i Schattenbergbacken i Oberstdorf december 1966 och 1967.
Dieter Neuendorf har vunnit 5 DDR-mästerskap. Han blev dubbel mästare (båda normalbacken och stora backen) 1965 och 1966. Han tog sitt sista DDR-mästerskap i normalbacken 1967.
Neuendorf avslutade idrottskarriären 1971. Han verkade senare som backhoppstränare.

## Att hoppa efter Wirkola
I Norge finns ett uttryck: "att hoppa efter Wirkola" som betecknar något som är närmast omöjligt. Det var bisittande radiosportkommentatorn Torbjørn Yggeseth (senare ledare för hoppsektionen till Internationella Skidförbundet) som använde uttrycket först under norska mästerskapen 1965, men den legendariske kommentatorn Bjørge Lillelien har senare fått äran för att ha skapat uttrycket under VM i Oslo 1966 då Dieter Neuendorf hoppade på startnummeret efter Bjørn Wirkola. Wirkola lyckades med ett superhopp och spänningen var stor hos Neuendorf på toppen av backen. Han misslyckades total och kunde inte dölja sin besvikelse. NRK:s kommentator, Bjørge Lillelien yttrade orden: «Slik går det når man hopper etter Wirkola!»  Uttrycket "hoppe etter Wirkola" användas mycket i norska språket. Et sök på Google (mars 2012) uppnådde ungefär 171 000 träffar. Uttrycket kommer dock alltid att förknippas med Dieter Neuendorf.